# Halon
O halon (hidrocarboneto halogenado) é um agente extintor de compostos químicos formados por elementos halogênios (flúor, cloro, bromo e iodo).
Os halogenados são produtos químicos que mostram a capacidade de extinguir o fogo com a captura de radical libres que se generam na combustão. O halo 1211 forma parte do grupo de (CFC´s); depois de que Mario Molina em 1974 estudou os efeitos de estoques compostos na capa do ozono, foi banido pelo Protocolo de Montreal por ser nocivo à camada de ozônio.
O halon consiste num composto químico orgânico constituído por um ou dois átomos de carbono, ligados a um átomo de bromo e a outro halogéneo.
Os mais utilizados são o Halon 1211 (bromoclorodifluormetano) e o Halon 1301 (bromotrifluormetano).
Os halons são gases muito utilizados em extintores de incêndios. São até dez vezes mais perigosos do que os clorofluorocarbonetos (CFC), aos quais se encontram quimicamente relacionados, na destruição da camada de ozônio.
Os níveis de halon na atmosfera aumentam cerca de 25% ao ano, principalmente devido aos testes de equipamento de combate a incêndios.
O uso de halon em extintores de incêndios foi proibido em janeiro de 1994.